# Grevillea spinosissima
Grevillea spinosissima är en tvåhjärtbladig växtart som beskrevs av Mcgill.. Grevillea spinosissima ingår i släktet Grevillea och familjen Proteaceae. Inga underarter finns listade i Catalogue of Life.